# Tom Thorpe
Thomas Joseph "Tom" Thorpe (sinh 13 tháng 1 năm 1993) là cầu thủ bóng đá người Anh chơi vị trí hậu vệ cho câu lạc bộ bóng đá Manchester United.

## Sự nghiệp quốc tế
Thorpe đã đại diện cho nước Anh thi đấu trong đội U16 đến U21.

## Thống kê
Tính đến match played ngày 27 tháng 9 năm 2014
| Câu lạc bộ                 | mùa giải | League         | League | League | FA Cup | FA Cup | League Cup | League Cup | Cúp châu âu | Cúp châu âu | khác | khác | Tổng | Tổng |
| Câu lạc bộ                 | mùa giải | Division       | Trận   | Bàn    | Trận   | Bàn    | Trận       | Bàn        | Trận        | Bàn         | Trận | Bàn  | Trận | Bàn  |
| -------------------------- | -------- | -------------- | ------ | ------ | ------ | ------ | ---------- | ---------- | ----------- | ----------- | ---- | ---- | ---- | ---- |
| Manchester United          | 2013–14  | Premier League | 0      | 0      | 0      | 0      | 0          | 0          | 0           | 0           | 0    | 0    | 0    | 0    |
| Manchester United          | 2014–15  | Premier League | 1      | 0      | 0      | 0      | 0          | 0          | 0           | 0           | 0    | 0    | 1    | 0    |
| Birmingham City (cho mượn) | 2013–14  | Championship   | 6      | 0      | 0      | 0      | 0          | 0          | 0           | 0           | 0    | 0    | 6    | 0    |
| Tổng                       | Tổng     | Tổng           | 7      | 0      | 0      | 0      | 0          | 0          | 0           | 0           | 0    | 0    | 7    | 0    |